# Ivan Cavaleiro
Ivan Ricardo Neves Abreu Cavaleiro (Vila Franca de Xira, 18 oktober 1993) is een Portugees voetballer die doorgaans als aanvaller speelt. Hij verruilde Fulham in augustus 2023 voor Lille OSC. Cavaleiro debuteerde in 2014 in het Portugees voetbalelftal.

## Clubcarrière
Cavaleiro speelde in de jeugd bij GD de Vialonga, FC Alverca en Benfica, dat hem in die tijd één seizoen verhuurde aan CF Os Belenenses. Hij debuteerde in 2012 in het tweede elftal van Benfica, waarin hij een vaste waarde werd. Hiermee speelde hij vanaf het seizoen 2012/13 in de Segunda Liga. Cavaleiro speelde ook acht wedstrijden in het eerste team van Benfica, dat hem gedurende het seizoen 2014/15 verhuurde aan Deportivo La Coruña. Hiervoor speelde hij 34 competitiewedstrijden. Hij eindigde met de club veilig als zestiende in de Primera División.
Cavaleiro tekende in juli 2015 een contract tot medio 2020 bij AS Monaco, de nummer drie van de Ligue 1 in het voorgaande seizoen. Dat betaalde circa €15.000.000,- voor hem. Hij begon hier als basisspeler, maar nadat een rugblessure hem 3,5 maand kostte kwam het niet meer goed tussen de Monegaskische ploeg en hem. Cavaleiro vertrok een jaar na zijn komst naar Benfica naar Wolverhampton Wanderers, op dat moment actief in de Championship. Hij maakte op 10 september 2016 zijn debuut voor Wolverhampton tijdens een 1–1 gelijkspel tegen Burton Albion. Twee weken later maakte hij zijn eerste doelpunt voor de Wolves, in een met 3–1 gewonnen wedstrijd tegen Brentford. Cavaleiro wisselde in zijn eerste jaar in Engeland basisplaatsen af met invalbeurten. Hij werd in 2017/18 hoofdzakelijk basisspeler. Wolverhampton en hij werden dat jaar kampioen in de Championship en promoveerden zodoende naar de Premier League. Hierin ging hij vooral fungeren als invaller.
Cavaleiro stapte in juli 2019 over van Wolverhampton Wanderers naar Fulham, eerst een halfjaar op huurbasis en daarna definitief. Hij promoveerde in 2019/20 ook met Fulham naar de Premier League. Hier behield hij ook op het hoogste niveau zijn basisplaats. Het lukte zijn teamgenoten en hem niet om directe degradatie te voorkomen, maar dankzij een kampioenschap in 2021/22 keerden Fulham en hij ook net zo snel weer terug in de Premier League. Blessures kostten hem echter ook in dat jaar weer ruim drie maanden. Eenmaal hersteld had coach Marco Silva hem nog amper nodig. Fulham verhuurde Cavaleiro gedurende 2022/23 aan Alanyaspor. Daarmee eindigde hij één punt boven de degradatiezone in de Süper Lig. Cavaleiro verliet Fulham in augustus 2023 definitief en tekende voor één jaar bij Lille OSC.

## Interlandcarrière
Cavaleiro kwam uit voor alle Portugese nationale jeugdelftallen vanaf Portugal –17. Hij nam met Portugal –17 deel aan het EK –17 van 2010 en met Portugal –19 aan het EK –19 van 2012. Daarna speelde hij met Portugal –20 op het WK –20 van 2013. Hij bereikte met Portugal –21 de finale van het EK –21 van 2015, samen met onder anderen Raphaël Guerreiro, William Carvalho, João Mário en Bernardo Silva. Cavaleiro debuteerde op 5 mei 2014 in het Portugees voetbalelftal, tijdens een oefeninterland thuis tegen Kameroen (5–1). Bondscoach Paulo Bento wisselde hem toen na 69 minuten voor Silvestre Varela.

## Erelijst
| Competitie              |         |         |         |         |
| Competitie              | Aantal  | Jaren   |         |         |
| Benfica                 | Benfica | Benfica | Benfica | Benfica |
| ----------------------- | ------- | ------- | ------- | ------- |
| Kampioen Primeira Liga  | 1x      | 2013/14 |         |         |
| Beker van Portugal      | 1x      | 2013/14 |         |         |
| Taça da Liga            | 1x      | 2013/14 |         |         |
| Wolverhampton Wanderers |         |         |         |         |
| Kampioen Championship   | 1x      | 2017/18 |         |         |
| Fulham                  |         |         |         |         |
| Kampioen Championship   | 1x      | 2021/22 |         |         |

1 Mannone ·
2 Mandi ·
4 Alexsandro ·
5 Gudmundsson ·
6 Bentaleb ·
7 Haraldsson ·
8 Angel Gomes ·
9 David ·
10 Cabella ·
11 Sahraoui ·
12 Meunier ·
13 Zedadka ·
14 Umtiti ·
16 Caillard ·
17 Mukau ·
18 Diakité ·
19 Fernandez-Pardo ·
20 Bakker ·
21 André  ·
22 Santos ·
23 Zhegrova ·
26 André Gomes ·
27 Bayo ·
28 Fernandes ·
29 Mbappé ·
30 Chevalier ·
31 Ismaily ·
32 Bouaddi ·
Coach: Génésio
· Assistent-coach: Bréchet